# مركز المعلومات كي
مركز المعلومات كي هو تطبيق لواجهة كدي مهمته إعطاء معلومات عن عتاد الحاسوب والنظام.

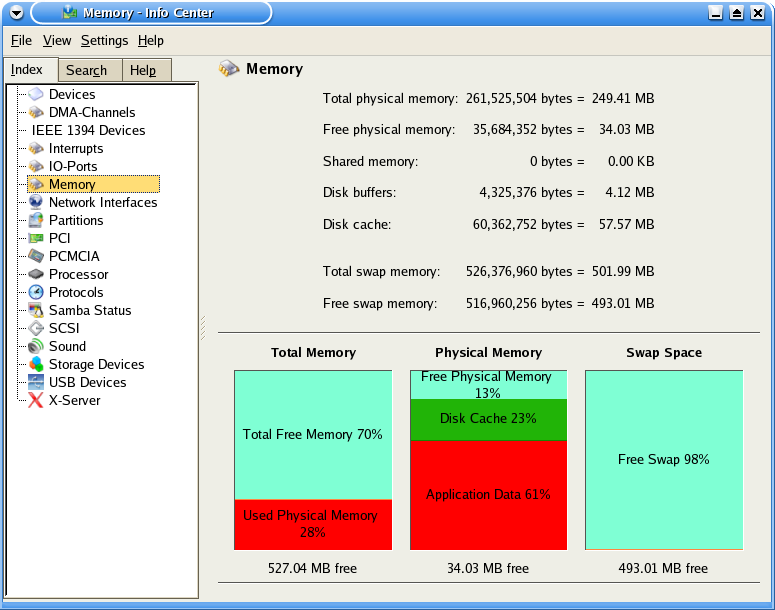
صورة لبرنامج مركز المعلومات كي

## معرض صور

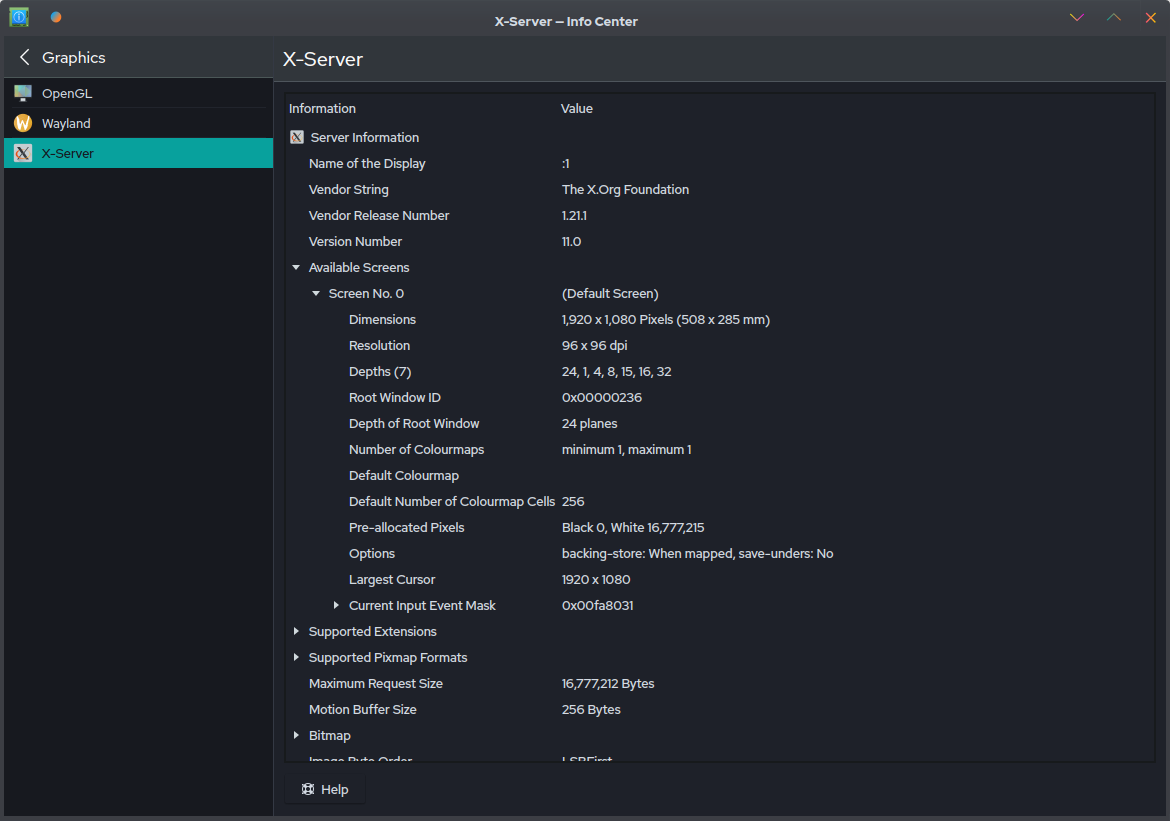
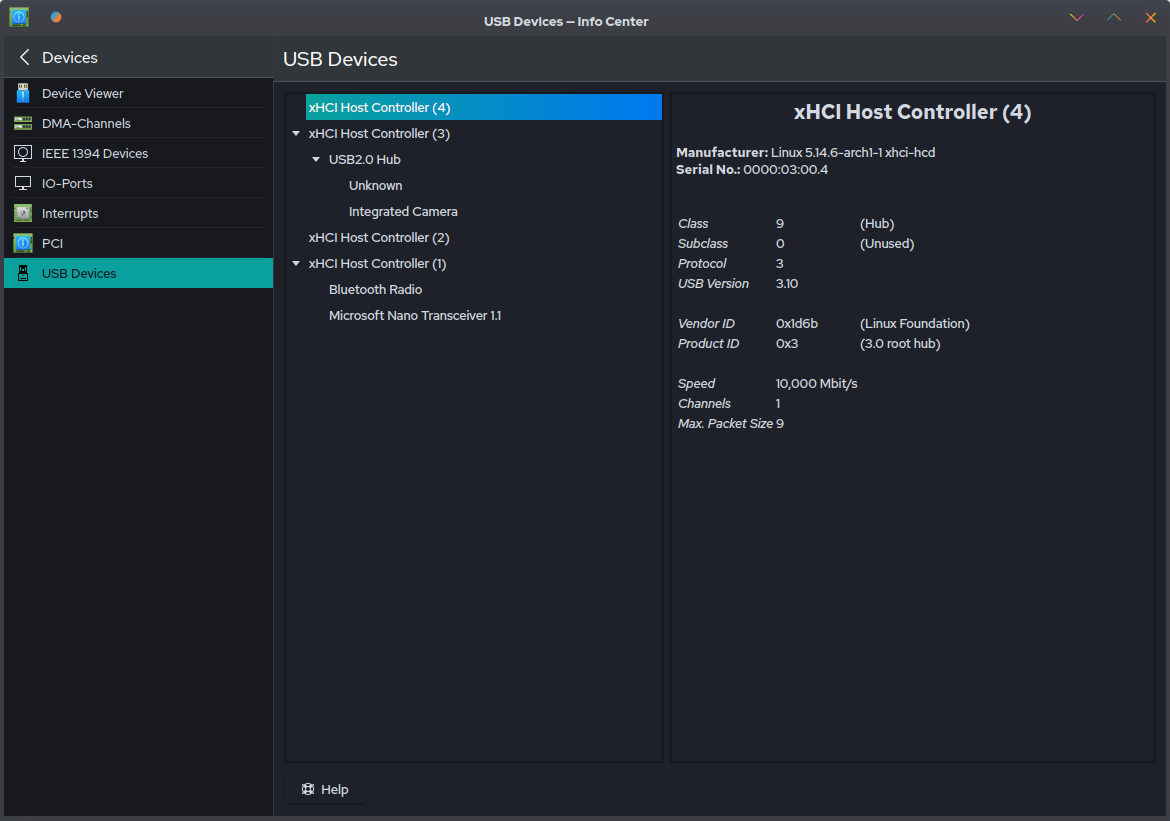
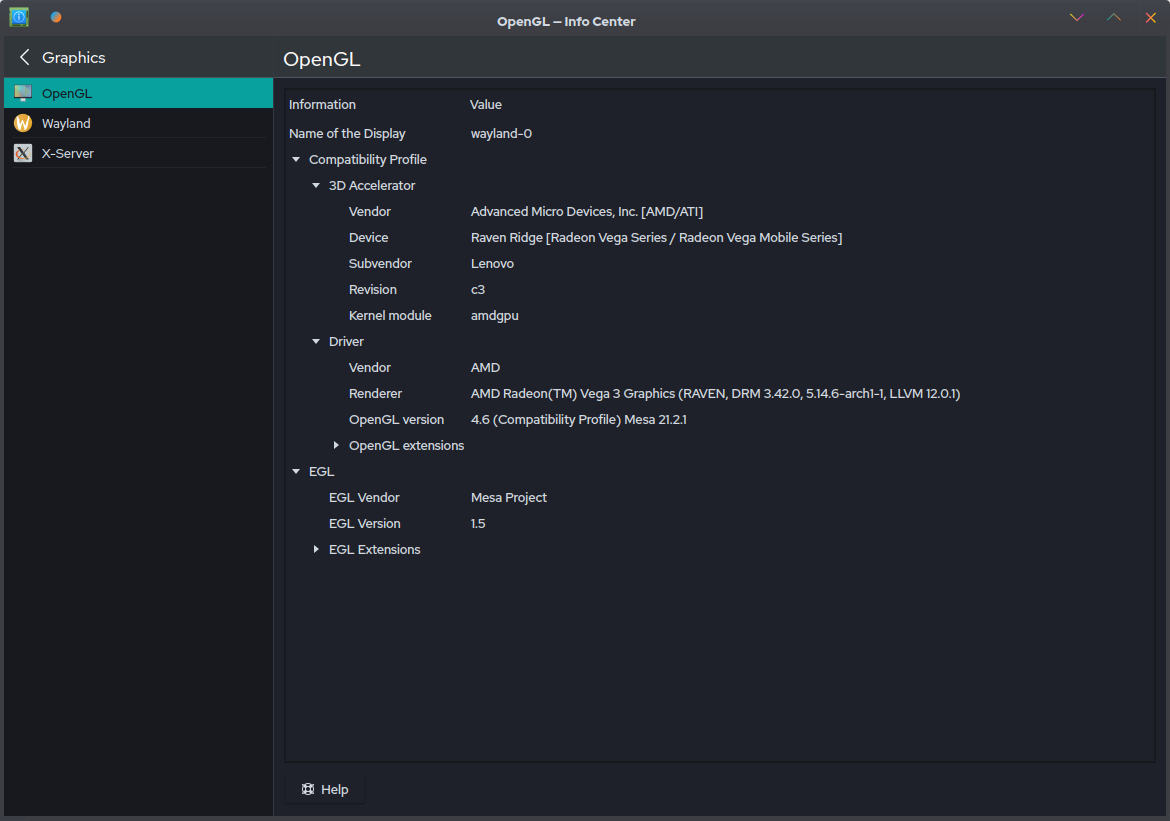
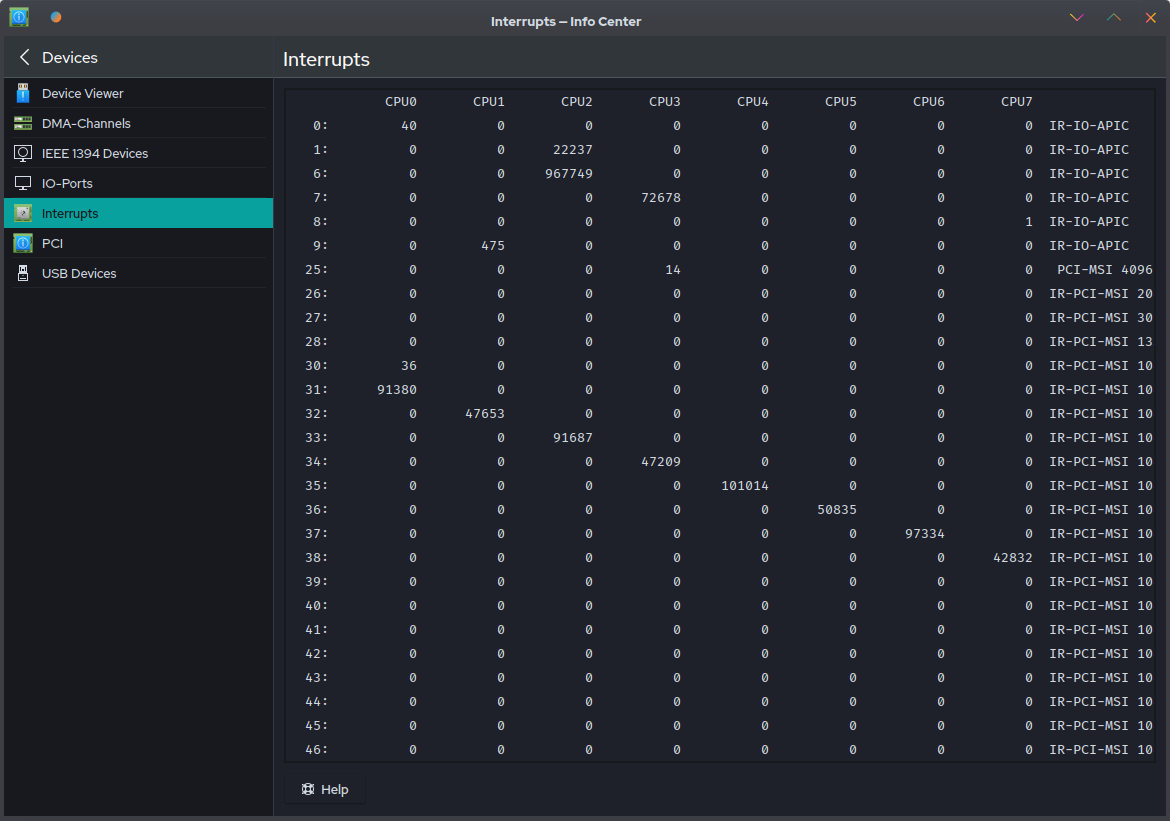

## خدماته
- حالة الذاكرة
- البروتوكولات
- حالة نظام النوفذة إكس
- معلومات المعالج
- معلومات منافذ يو إس بي

والعديد من الخدمات الأخرى.